# Титус Буберник
Титус Буберник (Пустје Уљани, 12. октобар 1933 — 27. март 2022) био је словачки фудбалер. За репрезентацију Чехословачке играо је на 23 утакмице и постигао 5 голова.
Био је учесник Светског првенства 1958. године. Играо је против Северне Ирске на свом дебију у репрезентацији. На Светском првенству 1962. његов тим је освојио сребрну медаљу.
Буберник је играо за јуниорски тим Слована Братиславе, а касније је играо за Кошице и Интер из Братиславе.